# Il libro mio
Il libro mio, chiamato anche semplicemente Diario, è una raccolta di annotazioni personali degli ultimi anni di vita del pittore Jacopo Pontormo. Probabilmente esistevano altri taccuini anteriori, ma solo questo si è salvato, in un esemplare autografo alla Biblioteca nazionale di Firenze (una parte del ms. Magl. VIII 1490), relativo agli anni 1554-1556.

## Descrizione
Il libro si apre con una lunga annotazione di carattere medico, in cui l'autore si raccomanda di seguire digiuni e riduzioni dell'alimentazione per far fronte a particolari influssi negativi della luna in inverno, degli umori e dell'umidità in generale.
Il diario vero e proprio, redatto in maniera molto scarna e per un uso privato, inizia con domenica 7 gennaio 1554 (1553 secondo l'uso fiorentino), quando l'artista ormai sessantenne annota una brutta caduta che richiese di stare sei giorni in casa dell'allievo Bronzino, di una decina d'anni più giovane. In generale le annotazioni seguono tre filoni e sono legate alla registrazione dell'alimentazione, dello stato di salute e del procedere dei lavori agli affreschi del coro di San Lorenzo, ricordando giornata per giornata quale figura era stata eseguita, spesso accompagnata da uno schizzo descrittivo.
Tra i personaggi citati, oltre al Bronzino, ci sono il giovane garzone e futuro artista Giovan Battista Naldini, Benedetto Varchi e un certo "Daniello", che non è possibile chiarire se si tratti di Daniele da Volterra. Tra le annotazioni più interessanti quelle che sembrano confermare il carattere ipocondriaco dell'artista, ricordato anche da Vasari: pare che la sua casa in via della Colonna, a Firenze, avesse una scala che, se non voleva incontrare nessuno, Pontormo tirava su, isolandosi nella sua stanza.
Il 15 marzo 1556 registra infatti come "fu pichiato [bussato] da Bronzino e poi el dì da Daniello: non so quello che si volessino": l'artista infatti a volte si fingeva assente e non apriva a chi lo andava a cercare.
L'ultimo ricordo è datato 6 ottobre 1556 ed è relativo al disegno del torso di un putto con un calice in San Lorenzo: di lì a poche settimane Pontormo sarebbe morto e la sua impresa pittorica completata da Bronzino.
Sebbene privo di velleità letterarie (come la Vita di Cellini), il Diario di Pontormo resta uno straordinario documento sulla vita quotidiana nel XVI secolo e una preziosa testimonianza su un carattere introverso e tormentato di artista, che tanto ha affascinato la critica novecentesca.